# Reprise des complications de prothèse de genou
 (décembre 2018).
La reprise des complications de prothèse du genou est un acte chirurgical prenant en charge un genou lésé dans le cadre d'un échec de prothèse.

## Approche
La chirurgie de reprise de prothèse de genou diffère des reconstructions de première intention du genou rhumatisant usé. Certes, il apparaît essentiel de maîtriser les principes et techniques de la chirurgie de première intention avant de s’attaquer aux reprises. Toutefois, la chirurgie de première intention sur « genou vierge » en elle-même, dit-on, ne préparerait en rien le chirurgien à prendre en charge un genou lésé dans le cadre d'un échec de prothèse.
On a pu affirmer ainsi que la chirurgie de prothèse de genou de première intention est une « routine bien chorégraphiée » avec une suite cohérente de temps opératoires aisément mis en œuvre et assumés au prix d’instruments bien conçus.
- L’os y serait habituellement sain, solide, les ligaments intacts et la couverture cutanée bonne, bien recouverte et protégée lors d'une articulation vierge reconstruite. Par contre, la chirurgie de reprise - ou pour les franglais de « revision », n’offrirait pas tous ces  susdits charmes et gâteries au chirurgien, tant s’en faut dans certains cas surtout.

- Dans la chirurgie de première intention, le chirurgien ferait confiance à des instruments qui prendraient repère sur des marques osseuses précises. Lors de la reprise, ces marques repères et ces bons instruments fiables ne seraient plus toujours exploitables.

Le genou en échec de prothèse serait donc du genre chaotique. L’échec dans ses caractéristiques mécaniques locales devrait donc être décrit avec autant de précision que possible et selon plus d’un point de vue : 
- Pourquoi la douleur ?
- Pourquoi la faillite ou la rupture d’une pièce articulaire synthétique ?
- Pourquoi l’instabilité ?

En l’absence de réponse à toutes ces questions avant la « révision », une tactique adéquate de reprise ne serait pas définie et le candidat ne tirerait pas le bénéfice escompté de sa « révision » de prothèse de genou.
Une fois les causes de l’échec clairement établies, la tactique opératoire en vue de l’opération doit être à son tour bien précisée.
- Il faut anticiper toute complication et donc être familiarisé au mieux avec les implants qui ont échoué et ceux de la reprise, sans parler de la psychologie de certains de ces patients volontiers multiopérés.
- Une grande vigilance et un sens aigu de l’improvisation seraient donc ici importants comme toujours en matière de chirurgie de reprise.
- Toute tactique opératoire qui se veut «correcte» comporterait une alternative acceptable de repli.

Si la perfection est un principe de règle en cas de prothèse de première intention, le « compromis parfait » reste seul d’actualité dans la reprise. Pour obtenir de bons résultats durables en matière de reprise de prothèse de genou, il faut néanmoins coller strictement à la tactique opératoire prédéfinie en cours d’opération.

## Intervention
La reconstruction se fait grosso modo selon trois temps : 
- reconstruction du plateau tibial ;
- étude pour équilibrage de l’espace tibia-fémur en flexion ;
- équilibrage en extension (voir plus loin dans cet article).

L’opération plus longue, la durée de séjour en hôpital aussi plus longue et le prix des implants articulaires, sans parler de la correction préalable de l’anémie (EPO), rendent compte du coût majeur de ces opérations de reprise de prothèse du genou. 
- L’incidence plus élevée de complications est aussi une cause majeure de coûts plus élevés aussi.
- La marge d’erreur possible – tant dans l’indication, la tactique  que dans la technique – est moindre qu’en cas de prothèse de première intention.

La chirurgie de reprise doit donc être autant que possible évitée grâce à une chirurgie de première intention bien comprise et bien mise en œuvre. Les mauvaises indications (genou peu usé par exemple, chez un sujet encore actif relativement peu gêné ou multiarthroscopé) sont aussi volontiers le lit de mauvaises poses primitives.

## Objectifs d’une reprise de prothèse totale de genou
- L’équilibre musculo-ligamentaire
- L’alignement exact du membre dans les plans frontal et sagittal
- La détermination et la restauration des interlignes distal et postérieur
- La fixation précise et solide des implants de révision
- L’ablation des composants implantés avec un minimum de perte osseuse
- Le traitement des pertes de substance osseuse cavitaires et segmentaires au niveau fémoral et tibial